# Schuyler Colfax
Schuyler Colfax (New York, 23 marzo 1823 – Mankato, 13 gennaio 1885) è stato un politico statunitense, membro del Partito Repubblicano.
Fu vicepresidente durante la presidenza di Ulysses S. Grant dal 1869 al 1873.

## Biografia
Trasferitosi nel 1836 con la famiglia nell'Indiana, vi compì gli studi di legge, divenendo avvocato. Successivamente, nel 1845, Colfax fondò un giornale, il Register, organo del partito Whig locale; delegato alle convention del partito nel 1848 e nel 1852, due anni dopo aderì al Partito Repubblicano, nato dalla dissoluzione dei Whig e dal distacco dei membri antischiavisti del Partito Democratico, rappresentandolo fin dal 1854 al Congresso federale. Dopo la Guerra di Secessione, Colfax venne scelto come candidato vicepresidente di Ulysses S. Grant, comandante in capo dell'Esercito unionista, eletto presidente nel novembre del 1868 e insediatosi il 4 marzo 1869. Tuttavia la carriera politica di Colfax durò poco: nel 1873, infatti, dopo l'accusa di corruzione nello scandalo del Crédit Mobilier (uno dei tanti che coinvolsero l'amministrazione Grant), fu costretto a non candidarsi più come vicepresidente: nel successivo mandato di Grant, il suo posto fu preso da Henry Wilson, senatore del Massachusetts. Infine, appartatosi dalla vita politica, morì a Mankato, in Minnesota, il 13 gennaio 1885, a 61 anni.